# Chin-Chun-Chan
Chin-Chun-Chan, zarzuela en un acto, en tres cuadros, fue escrita por José Francisco Elizondo (1880-1943) y por Rafael Medina (1870-1914) en 1904 con música de Luis G. Jordá y presentada por primera vez en el Teatro de la Ciudad de México. Se convirtió en una obra muy popular y una de las primeras en alcanzar las 2,000 representaciones en el país y salir al extranjero. Aunque Elizondo contrató a un compositor español, su zarzuela buscaba representar las tradiciones y el folklor mexicano separándose de las composiciones hechas en España, donde surgió el género.

## Biografía del autor
Elizondo, el autor del libreto de “Chin-Chun-Chan”, nació el 29 de enero de 1880 en la ciudad de Aguascalientes. Fue un famoso escritor de los géneros dramático, humorístico lírico y periodístico. También incursionó en la música.
Tenía 13 años cuando fundó la publicación El Estudiante en su ciudad natal. Después se trasladó a Puebla, donde trabajó en el Congreso estatal como taquígrafo con el general Mucio P. Martínez. Fue en esa etapa de su vida cuando inició su interés por las obras teatrales, así que con frecuencia se trasladó a la Ciudad de México para asistir a los estrenos del Teatro Principal.
En cuanto pudo, cuando tenía alrededor de 20 años, se mudó a la capital. Con el apoyo de sus amigos Luis G. Urbina y Rafael López entró a trabajar en la Secretaría Educación y Bellas Artes, en la secretaría particular de Justo Sierra. 
Su primera participación pública como escritor fue en la Revista Moderna, donde publicó versos y escritos, como su primer libro de poesía Crótalos.
En su carrera humorística usó dos apodos: el de “Pepe Nava” para publicaciones como “La vida en broma, ilustrada por Ernesto García Cabral, y “Kien” en su epigrama
Los mayores éxitos de José Francisco Elizondo fueron como guionista en el género dramático, principalmente de zarzuelas y revistas musicales: Escribió el libreto de 40. Las más relevantes fueron:
- La gran avenida (1902)
- Chin-Chun-chan (1904)
- La onda fría (1909)
- El surco
- El país de la metralla (1913)

Partidario de Victoriano Huerta, el guion de su revista musical El país de la metralla, se convirtió para José Francisco Elizondo en un exilio de cinco años en La Habana, Cuba, a donde tuvo que trasladarse en 1914, pues con música de Rafael Gascón, hizo una sátira de líderes revolucionarios como: Vespaciano Garbanza (Venustiano Carranza), Cantorena (José María Maytorena) y Patata (Emiliano Zapata).
En el mundo del cine, participó como músico y escritor de letras que aparecerían en cintas famosas como: Celos (1935), Yo bailé con don Porfirio (1942) y El dolor de los hijos (1948) donde fue elegida la zarzuela de Chin-Chun-chan, interpretada a piano, para la película.

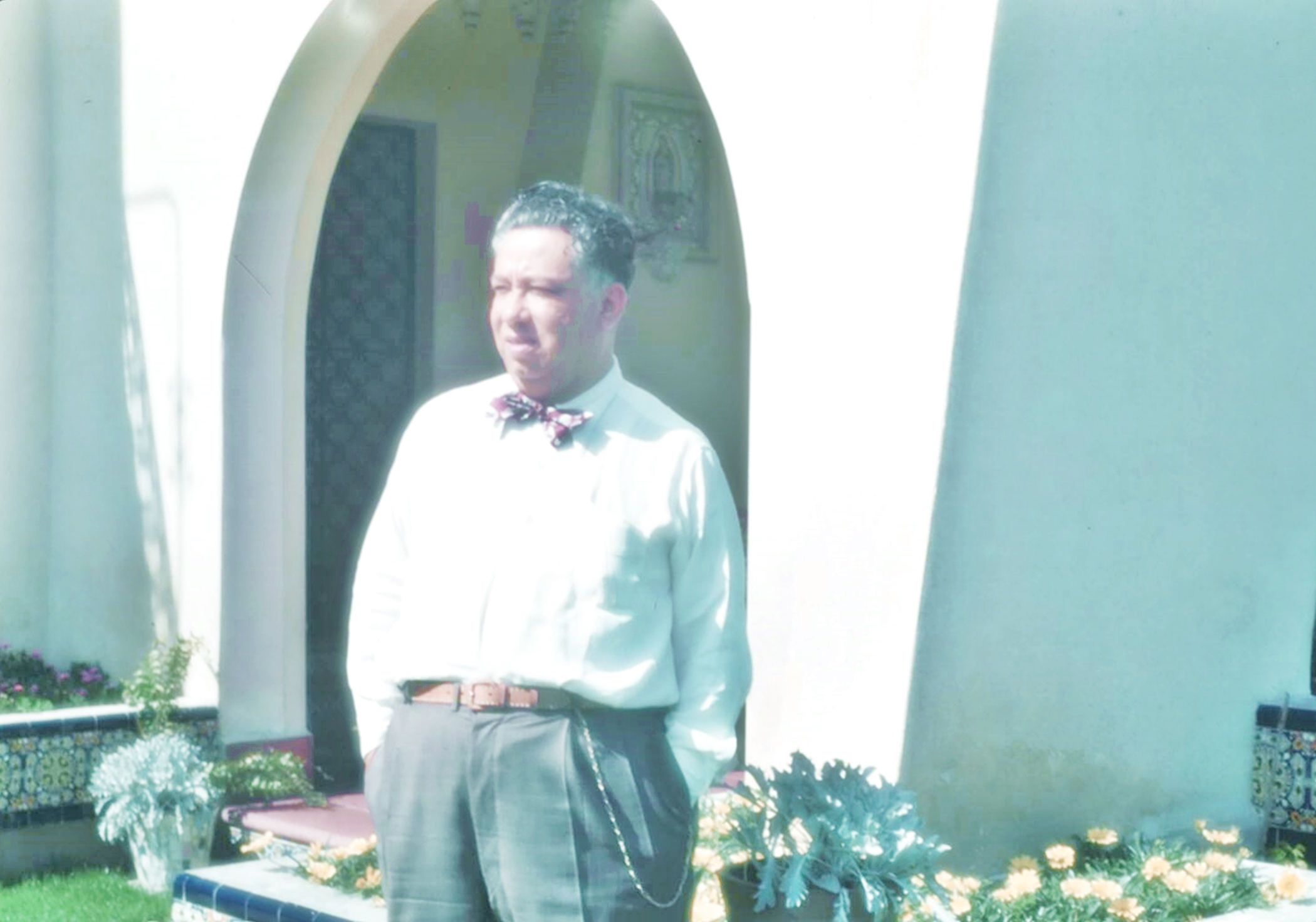
Joaquin Pardavé actuó en Yo bailé con don Porfirio

José Francisco Elizondo murió el 20 de abril de 1943 en la Ciudad de México. 

## Chin-Chun-Chan
En 1904, cuando se concluyó la zarzuela Chin-Chun-Chan Porfirio Díaz era el presidente de la república. Ya en esa época se empezaban a escuchar gritos revolucionarios y aires de cambio: en el mundo de la política el periodo presidencial pasó a ser sexenal, en vez del cuatrienio que establecía la entonces vigente Constitución de 1857. 
En el mundo del teatro también se produjo un cambio la zarzuela era el género de moda: desplazando de alguna manera a la ópera ya que esta era más atrevida, el idioma era el español y las historias involucraban al “pueblo” o al “peladaje” como le llamaban algunos. Fue tanto su éxito que competía en audiencias con las primeras manifestaciones del cine. En la Ciudad de México varios empresarios se dieron a la tarea de traer de España las zarzuelas, sin embargo, algunos de ellos apostaron por autores mexicanos que exaltaran la casta nacional y fue así como las hermanas Moriones le ofrecieron a Elizondo presentar una zarzuela en la tanda estelar. Este personaje buscó a un amigo, Luis G. Jordá, para que hiciera la música, y convocó además a varios bohemios, entre ellos Rafael Medina, para ayudarlo con el guion. Así corrieron las noches y con ellas la trama de Chin-Chun Chan, convirtiéndose en una zarzuela en un acto, con tres cuadros, siendo Elizondo el que realizó la trama central.
La zarzuela de Chin-Chun-Chan estaba basada en un problema social existente en la época del Porfiriato que consistía en la emigración constante de población china buscando en México una mejor calidad de vida. La emigración china fue uno de varios eventos relacionados con la política de apertura al exterior del Presidente Díaz que generó xenofobia y rechazo en la población. Ejemplo de esto es el Manifiesto del Partido Liberal Mexicano en 1906, redactado por los hermanos Flores Magón, donde ve a la población china como un contratiempo al progreso de la nación.
En Chin Chun Chan, no se plantea específicamente una denuncia social o política en contra de la emigración en México; sino que sus autores aprovechan con gran sentido del humor las resonancias en la cultura y la sociedad mexicana del porfiriato, de la presencia china, a través de un juego de suplantación de personajes entre un hombre común y corriente y la presencia de un embajador chino.

## Trama de la obra y personajes
La trama de la obra comienza en un hotel que esperaba a un embajador de China y tenía preparado un gran evento para recibirlo. Pero antes de la llegada de este dignatario entra un hombre pasando por el chino para esconderse de su esposa celosa con la cual tenía problemas por infidelidades.
En el segundo cuadro se muestran a ciertos personajes de la cultura popular mexicana como lo son los charamusqueros o vendedores de charamuscas y las mujeres que venden polichinelas.

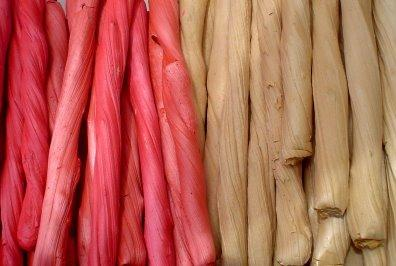
Charamuscas, dulce típico mexicano.

El tercer cuadro de la obra se centra en el hotel con el chino falso sentado en el centro de una alfombra, como se acostumbraba en su país. En aquel lugar se presentan grandes números musicales entre ellos el más famoso es el de las “Telefonistas del amor”, las cuales cantaban la siguiente letra, escrita por Elizondo: 
| Aquí está ya el teléfono de nueva invención
| Que sin hilos produce comunicación.
| Escuchen ustedes con mucha atención.
| Para comunicarse con una señorita
| Se acerca el aparato y se repica así
(sonando los timbres)
| y llega la corriente frotando la bocina
| Con dulce cosquilleo que hace repetir.
| (Vuelven a sonar los timbres)
| Más cerca, señorita. más cerca, caballero,
| y así muy suavemente oprima usté el botón,
| Ya estoy electrizada, ya siento las cosquillas.
| Ya puede usted hablar, hay comunicación.
|¡Ay, Qué sensación tan particular. .
| Deje usté el botón, no lo apriete más!
| Ya basta caballero; deje de tocar.
| Que si no la corriente se me va a acabar.” 
La obra concluye con la llegada del embajador y el inicio de una conversación entre el falso chino y el verdadero llena de albures y una mezcla de chino y español. 
Los personajes de la obra fueron varios, pero en la noche de estreno los principales eran tres: el papel del chino falso interpretado por el gran actor Paco Gavilanes; el papel del chino verdadero interpretado por Manolo Noriega y el papel del vendedor de charamuscas interpretado por la actriz Esperanza Iris. 
La obra fue considerada un rotundo éxito. Salió al extranjero y fue representada en Barcelona. El triunfo en cartelera fue expresado por el periódico de la época El Imparcial: 
“En el Principal Chin Chun Chan:
En el pórtico del Principal y momentos antes de que empezara la tercera tanda, un individuo bien trajeado y lampiño iba de uno a otro lado como dando sus últimas órdenes. Era un jefe de claque que iba en el propósito de echar al foso la segunda obra que ha dado al Principal a próspera [ ... ] para la Sociedad Mexicana de Autores. Pero sus cálculos salieron fallidos, y "Chin Chun Chan" fue un éxito franco y ruidoso.
Desde las primeras escenas el público empezó a aplaudir, con gran desconsuelo a los reventadores. Los autores fueron llamados a la escena tres veces entre aplausos y dianas, y todos los números salientes de la piecesita fueron repetidos a instancias del monstruo. "Los polichinelas" lujosamente vestidos. "La telefonía sin hilos" y "Cake Walk" [ ... ] fueron los números más aplaudidos y todos los artistas estudiaron sus papeles a conciencia y con el propósito de hacer lucir la obra.
En el diálogo de los peladitos, fueron muy bien recibidas la Iris y la Vivanco. La granizada de la tarde echó a perder las decoraciones que se preparaban para el estreno, habiendo necesidad a última hora de adaptar algunas antiguas. En total, tendremos Chin Chun Chan, para muchas noches.” 